# Oldehove
De Oldehove (frisisk: Aldehou) er et ufærdigt kirketårn i det middelalderlige centrum af den frisiske hovedstad Leeuwarden. Det hælder mere end det skæve tårn i Pisa i Italien.
Oldehove er tillige navnet på en kunstig forhøjning, en værft ("Terp" på nederlandsk, "wert" eller "wierd" på frisisk), som i slutningen af det 9. århundrede blev bebygget med en katolsk kirke dedikeret til Sankt Vitus. Konstruktion af det tilstødende sengotisk tårn begyndte i 1529 efter, at borgerne i Leeuwarden krævede et tårn højere end konkurrenten Martintoren i Groningen-by i provinsen Groningen. Ansvarlig for byggeriet var Jacob van Aken (eller Aaken), og efter hans død, Cornelis Frederiksz.
Under anlægsarbejdet begyndte tårnet at synke, hvilket bygningsmændene forsøgte at kompensere for ved at indføre adskillige "knæk", men projektet blev stoppet i 1532 (1533 i henhold til en anden kilde). I 1595-1596 blev den daværende forladte kirke revet ned, men tårnet blev tilbage. Det består hovedsageligt af mursten, men bygherrerne anvendte tillige såkaldte Bentheim-sandsten.
Det er opført som et rijksmonument, nummer 24331:e.